# Fade Away (pjesma Brucea Springsteena)
"Fade Away" je pjesma Brucea Springsteena s njegova albuma The River iz 1980. te je ujedno drugi singl objavljen s njega.

## Povijest
Pjesma je snimana u The Power Stationu u New Yorku od ožujka do lipnja 1980. kao jedna od posljednjih pjesama snimljenih za album. Glazbeno i stihovno, to je spora i bolna tužaljka:
Well now, you say you've found another man, who does things to you that I can't
And that no matter what I do, it's all over now between me and you girl
But I can't believe what you say!
No, I can't believe what you say ...
Rock pisac Jimmy Guterman je napisao da je "Fade Away" "zasigurno među njegovim najpesimističnijim i najbespomoćnijim opisima života i ljubavi koji su otišli krivim smjerom."
Bio je to drugi singl skinut s albuma The River, objavljen u veljači 1981. u SAD-u, Kanadi, Australiji i Novom Zelandu. (U Ujedinjenom Kraljevstvu i Europi je umjesto nje objavljena "The River".). U SAD-u, "Fade Away" nije bio uspješan kao prethodni singl s albuma, "Hungry Heart", dostigavši tek 20. poziciju na američkoj ljestvici pop singlova. Pjesma je izvođena tek sporadično na The River Touru, a prva dva mjeseca gotovo uopće nije izvođena. Prosudba da se pjesma objavi kao drugi singl dovođena je u pitanje, a izbor je okrivljen za sporiju prodaju albuma. Zatim je uklonjena sa Springsteenova koncertnog repertoara, a pojavila se tek nekoliko puta na samostalnom Devils & Dust Touru 2005. Steven Van Zandt iz E Street Banda naveo je "Fade Away" kao jednu od svojih omiljenih Springsteenovih pjesama, ali da misli kako nije izvođena od strane sastava jer je prespora. Rekao je: "To je jedna od onih smiješnih, izgubljenih malih dragulja, znate?" Pjesma je do 2008. izvedena samo oko 25 puta.
U međuvremenu, Southside Johnny and the Asbury Jukes su svojem koncertnom repertoaru dodali "Fade Away" od osamdesetih nadalje, a 1997. je uvrštena na koncertni album Spittin' Fire.

## Popis pjesama
1. Fade Away - 4:34
2. Be True - 3:39

"Be True" je pjesma sa snimanja albuma The River koja je nastavila novu Springsteenovu tradiciju korištenja pjesama koje se nisu pojavile na njegovim albumima kao B-strane. Snimljena je 21. srpnja 1979. u The Power Stationu u prvom dijelu snimanja za album. Koncertna verzija pjesme pojavila se na EP-u Chimes of Freedom s turneje Tunnel of Love Express. Studijska snimka "Be True" kasnije je objavljena na box setu Tracks iz 1998.

## Vanjske poveznice
- Stihovi "Fade Away"  Arhivirana inačica izvorne stranice od 9. ožujka 2009. (Wayback Machine) na službenoj stranici Brucea Springsteena